# Клюшов
Клюшов (словац. Kľušov) — село в Словаччині, Бардіївському окрузі Пряшівського краю. Розташоване в північно-східній частині Словаччини. Протікає річка Шібська вода.
Вперше згадується у 1330 році.
В селі є римо-католицький костел з 1752 р.

## Населення
| Рік:            | 1994. | 2004.   | 2014.   | 2024.   |
| --------------- | ----- | ------- | ------- | ------- |
| Кількість осіб: | 970   | 1033    | 1092    | 1089    |
| Різниця:        |       | +6,49 % | +5,71 % | -0,27 % |

| Рік:            | 2023. | 2024.   |
| --------------- | ----- | ------- |
| Кількість осіб: | 1074  | 1089    |
| Різниця:        |       | +1,39 % |

В селі проживає 1047 осіб.
Національний склад населення (за даними останнього перепису населення — 2001 року):
- словаки — 98,14%
- русини — 2,07%
- українці — 1,76%
- чехи — 0,21%
- поляки — 0,10%

Склад населення за приналежністю до релігії станом на 2001 рік:
- римо-католики — 94,93%,
- греко-католики — 2,07%,
- православні — 0,61%,
- протестанти — 0,10%,
- не вважають себе віруючими або не належать до жодної вищезгаданої церкви — 1,14%